# 小篠雄二郎

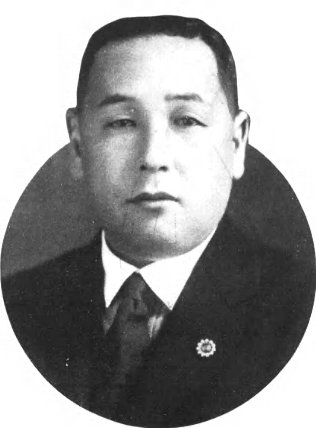
小篠雄二郎

小篠 雄二郎（こしの ゆうじろう、1893年11月5日 - 1966年3月6日）は、日本の政治家。衆議院議員（1期）。結城市長（1期）。

## 来歴・人物
茨城県出身。結城郵便局長、結城町議、結城青年会長、1931年茨城県議、1935年結城町長を歴任する。1942年4月の第21回衆議院議員総選挙では茨城県3区（当時）から翼協非推薦で立候補。この選挙を辞退した風見章の後継者と目された。非推薦だったが当選した。衆議院議員を1期務めた。戦後、公職追放となる。1955年2月結城市長選挙に立候補して当選し1期務めた。1966年死去。